# Липатова, Полина Филипповна
Полина Филипповна Липатова, в девичестве — Братчикова (28 декабря 1926, село Хорошилово, Урицкий район, Орловская область — 12 июня 2012, посёлок Калинина, Артёмовский район Донецкая область, Украина) — свинарка свиноводческого совхоза имени Калинина Министерства совхозов СССР, Артёмовский район Сталинской области, Украинская ССР. Герой Социалистического Труда (1949).

## Биография
Родилась в 1926 году в крестьянской семье в селе Хорошилово Орловской области. В послевоенное время переехала в Артёмовский район, где стала трудиться свинаркой в свиноводческом совхозе имени Калинина с центральной усадьбой в посёлке имени Калинина (сегодня — посёлок Калиновка) Артёмовского района.
Ежегодно показывала высокие трудовые результаты в свиноводстве. На начало 1948 года обслуживала 100 свиней. По итогам этого года получила среднемесячный привес в 27 килограммов на каждую голову. Указом Президиума Верховного Совета СССР от 24 сентября 1949 года удостоена звания Героя Социалистического Труда за «получение высокой продуктивности животноводства в 1948 году» с вручением ордена Ленина и золотой медали «Серп и Молот» (№ 4733).
Этим же указом званием Героя Социалистического Труда были награждены директор совхоза имени Калинина Алексей Кузьмич Макогон, старший зоотехник Фёдор Степанович Зинченко, старший ветеринарный врач Иван Емельянович Рудой, управляющие фермами Савелий Стефанович Иваненко, Лука Сазонович Сивирин, труженики совхоза бригадир Семён Афанасьевич Задорожний, свинарки Анастасия Митрофановна Архипкина, Меланья Лукьяновна Косенко, Зоя Семёновна Решетняк и Фёкла Лазаревна Юхно.
После выхода на пенсию проживала в посёлке Калинина Артёмовского района. С 1982 года — персональный пенсионер союзного значения. Умерла в июне 2012 года.